# Maes
La Maes è una birra belga prodotta a Waarloos, nel distretto di Kontich, in Belgio.

## Storia
Nel 1880, Egied Maes decise di aprire una piccola fabbrica di birra a Waarloos. Nel 1901 passò l'azienda ai suoi figli Ferdinand e Theophiel. Questi vi introdussero la meccanizzazione moderna: una macchina a vapore che attivava il mulino della maltazione e le pale nei serbatoi. Tale cambiamento suggerì una modifica del nome dell'impresa. Diventò l'industria della birra - Malterie à vapeur Sint-Michielskerk (dal nome di una chiesa di Waarloos).
I fratelli anticiparono anche la domanda delle birre di fermentazione bassa della clientela. Lanciarono infatti la loro prima pils negli anni '20. Nel 1926, la terza generazione Maes subentrò negli affari. Decidendo di investire in una vasca di mescolamento di alto livello, ottennero rapidamente buoni risultati: nel 1930, la loro birra ottenne il primo premio in occasione dell'esposizione universale di Anversa. Le generazioni seguenti sfruttarono tutta l'esperienza accumulata per perfezionare il prodotto.
Nel 2000 la ditta Alken-Maes è stata acquisita dalla Scottish & Newcastle, a sua volta quest'ultima nel 2008 è stata assorbita dalla Heineken, che ha mantenuto la Maes in vendita.

## Descrizione del prodotto
Il carattere particolare della Maes è determinato da cereali scelti molto attentamente. Questa birra a bassa fermentazione subisce una singola filtrazione a freddo. Ha un tenore alcolico di 5,2%(vol) e viene Prodotta in tre versioni in lattina da 25 cl., 33 cl. e 50 cl. e in due versioni in bottiglia da 25 cl. e da 33 cl.

## Gusto
La Maes è una pils dorata, con profilo maltato di cereali, crosta di pane e cracker. Il sapore puro e leggero, con leggere note erbacee legate al luppolo e  una chiusura legata a un amaro rinfrescante.